# 短期議會
短期議會是英格蘭國王查理一世統治期間召集的議會由1640年4月13日到1640年5月5日，議會拒絕支持重啟戰端，旋即被解散，會期只有三個星期。
由1629－1940年，經過11年的個人統治嘗試，1640年查理接受新冊封的第一代斯特拉福德伯爵托马斯·温特沃斯意見召集議會。他是為了獲取資金以資助對蘇格蘭主教戰爭的軍費開支，被迫召集議會。像先前的議會代表一樣，新議會更大的興趣，是糾正察覺到的皇家管理疏失，而不是投票支持國王的財源繼續他對蘇格蘭民族誓约的戰爭。
约翰·皮姆是當時代表塔維斯托克的議會議員，很快在辯論時成為顯眼人物；1640年4月17日，他的長篇演說表示下議院拒絕支持給國王的特別補貼，除非皇家的濫權被糾正。與此相反，約翰·漢普登，他是私下勸阻的，參與九個委員會。查理的停止徵收船稅未遂意圖，未能打動議會的成員。從鄉下來的關於濫權請願如潮水般的湧入議會。由於1629年逮捕議員侵犯了議會特權的觸動，他們迫不及待地恢復了1629年停止的辯論，而且對預定的蘇格蘭日益惡化局勢的辯論感到心力交瘁，對只有三個星期的會期，1640年5月5日查理斯解散了議會。隨後的是長期議會。

## 参考资料

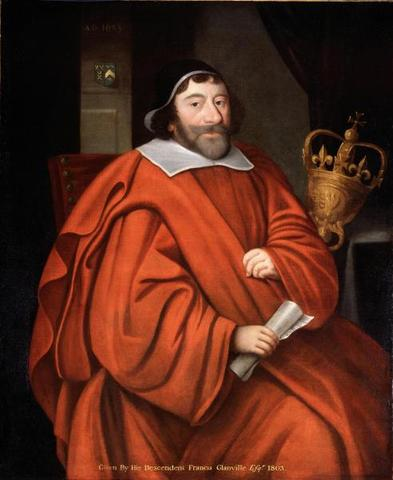
約翰·格蘭維爾(短期國會議長)